# Özge Gürel
Özge Gürel (Istanbul, 5 febbraio 1987) è un'attrice e cantante turca, nota per aver interpretato il ruolo di Öykü Acar nella serie Cherry Season - La stagione del cuore (Kiraz Mevsimi), per quello di Nazlı Pınar nella serie Bitter Sweet - Ingredienti d'amore (Dolunay) e per quello di Ezgi İnal nella serie Mr. Wrong - Lezioni d'amore (Bay Yanlış).

## Biografia
Nata nel 1987 a Istanbul (Turchia) da madre immigrata dal Salonicco e da padre di origine circassa, Ercüment Gürel, Özge è terza di tre figlie. Originaria della città di Silivri, vi ha trascorso l'infanzia e l'adolescenza fino al diploma.
Dopo aver completato l'istruzione primaria e secondaria a Silivri, ha deciso di iscriversi presso la facoltà di commercio internazionale dell'Università di Eskihirehir, ma pochi anni dopo ha deciso di interrompere gli studi per intraprendere gli studi di recitazione a Istanbul. Dopo aver seguito il corso dell'attrice Özay Fecht, nel 2010 e nel 2011 è entrata nel mondo della recitazione con il personaggio di Zeynep nella serie Kızım Nerede?. Nel 2011 ha ricoperto il ruolo di Derya nella serie in onda su Samanyolu TV Ve İnsan Aldandı.
Nel 2013 e nel 2014 ha interpretato il ruolo di Melisa nella serie in onda su ATV Huzur Sokağı. Negli stessi anni è entrata a far parte del cast della serie in onda su Star TV Medcezir, nel ruolo di Ada Savaşer. Nel 2014 ha ricoperto il ruolo di Rana Hatun nella serie in onda su Star TV Il secolo magnifico (Muhtesem Yüzyil). Nello stesso anno ha interpretato il ruolo di Kardelen nel film Bizum Hoca diretto da Serkan Acar e Yılmaz Okumuş. Nello stesso anno ha recitato nel cortometraggio Afra diretto da Alper Altug e Goksel Demir.
Nel 2014 e nel 2015 è stata scelta per interpretare il ruolo della protagonista Öykü Acar Dinçer, aspirante stilista che si innamora dell'architetto Ayaz Dinçer (interpretato da Serkan Çayoğlu) nella serie in onda su Fox Cherry Season - La stagione del cuore (Kiraz Mevsimi), serie che ha riscosso molto successo in Turchia e all'estero. Per quest'ultima interpretazione, ha vinto i premi come Miglior attrice dell'anno agli Yeditepe University 3rd Wish Awards e come Miglior attrice emergente al Future Fest Awards, inoltre è stata candidata ai Seoul International Drama Award come Miglior attrice. Per la serie ha inciso il brano Kahramanımsın.
Nel 2016, per sostenere la causa della fondazione Türk Kalp Vakfı (Fondazione turca per il cuore), ha inciso la canzone Affet, contenuto nell'album 2 Kalp prodotto dalla DMC.
Nel 2017 ha interpretato il ruolo principale di Haziran nella serie in onda su Star TV Yıldızlar Şahidim. Nello stesso anno ha recitato nei film Organik Aşk Hikayeleri, diretto da Alpgiray Uğurlu (nel ruolo di Demet) e in İlk Öpücük diretto da Murat Onbul (nel ruolo di Bahar). Nel medesimo anno è ha ottenuto il ruolo della protagonista Nazlı Pınar nella serie in onda su Star TV Bitter Sweet - Ingredienti d'amore (Dolunay), insieme all'attore Can Yaman.
Nel 2018 è stata scelta per interpretare il ruolo di Gökçe Demir nel film Börü diretto da Can Emre e Cem Özüduru, insieme all'attore Serkan Çayoğlu e in seguito ha anche recitato nella miniserie basata al film intitolata Börü - Wolf (Börü). Nel 2018 e nel 2019 è è stata scritturata per interpretare il ruolo di Nilüfer Can nella serie in onda su Kanal D Muhteşem İkili, insieme agli attori Kerem Bürsin, Ibrahim Celikkol e Öykü Karayel.
Nel 2019 è stata la protagonista del film Annem diretto da Mustafa Kotan, in cui ha recitato insieme agli attori Sumru Yavrucuk e Sercan Badur. Ha ricevuto il premio come Miglior attrice non protagonista ai Latin Turkish Awards per l'interpretazione nel film Kızım Nerede?. Oltre a recitare, è diventata il volto pubblicitario del marchio Penti. Nel mese di novembre 2019 ha posato per la copertina di Marie Claire.
Da giugno ad ottobre 2020 ha collaborato nuovamente con Can Yaman, interpretando il ruolo di Ezgi İnal nella serie in onda su Fox Mr. Wrong - Lezioni d'amore (Bay Yanlış). Nello stesso anno è tornata al cinema con il film Kar Kırmızı diretto da Atalay Tasdiken. Nel 2022 ha interpretato il ruolo di Dicle Aydın nella web serie di beIN CONNECT Dreams and Realities - La forza dei sogni (Hayaller ve Hayatlar). Nel 2022 e nel 2023 è stata scelta per interpretare il ruolo della protagonista Canan Doğan nella serie in onda su Show TV Sipahi, insieme agli attori Kaan Yıldırım e Kerem Alışık. Nel 2024 ha ricoperto il ruolo di Feride İpekoğlu nel film Savrulan Zaman diretto da Selim Evci, seguito nel 2025 dal ruolo di Nilgün nella web serie di tabii Siyah Bere.

## Vita privata
Dal 2014 è legata sentimentalmente all'attore Serkan Çayoğlu, conosciuto sul set della serie Cherry Season - La stagione del cuore (Kiraz Mevsimi). Il 14 luglio 2022 i due si sono sposati in Germania alla presenza di parenti e amici intimi. Ad agosto dello stesso anno la coppia è convolata in seconde nozze a Verona.

## Filmografia

### Cinema
- Bizum Hoca, regia di Serkan Acar e Yılmaz Okumuş (2014)
- Organik Aşk Hikayeleri, regia di Alpgiray Uğurlu (2017)
- Niente più preghiere (İlk Öpücük), regia di Murat Onbul (2017)
- Borü, regia di Can Emre e Cem Özüduru (2018)
- Annem, regia di Mustafa Kotan (2019)
- Kar Kırmızı, regia di Atalay Tasdiken (2020)
- Savrulan Zaman, regia di Selim Evci (2024)

### Televisione
- Kizim Nerede? – serie TV, 26 episodi (ATV, 2010-2011)
- Ve İnsan Aldandı – serie TV, 1 episodio (Samanyolu TV, 2011)
- Huzur Sokağı – serie TV, 36 episodi (ATV, 2013-2014)
- Medcezir – serie TV, 32 episodi (Star TV, 2013-2014)
- Il secolo magnifico (Muhtesem Yüzyil) – serie TV, 11 episodi (Star TV, 2014)
- Cherry Season - La stagione del cuore (Kiraz Mevsimi) – serie TV, 59 episodi (Fox, 2014-2015)
- Yildizlar Sahidim – serie TV, 4 episodi (Star TV, 2017)
- Bitter Sweet - Ingredienti d'amore (Dolunay) – serie TV, 26 episodi (Star TV, 2017)
- Börü - Wolf (Börü) – miniserie TV, 2 episodi (Star TV, 2018)
- Muhteşem İkili – serie TV, 12 episodi (Kanal D, 2018-2019)
- Mr. Wrong - Lezioni d'amore (Bay Yanlış) – serie TV, 14 episodi (Fox, 2020)
- Sipahi – serie TV, 8 episodi (Show TV, 2022-2023)

### Web TV
- Dreams and Realities - La forza dei sogni (Hayaller ve Hayatlar) – web serie, 26 episodi (beIN CONNECT, 2022)
- Siyah Bere – web serie (tabii, 2025)

### Cortometraggi
- Afra, regia di Alper Altug e Goksel Demir (2014)

## Spot pubblicitari
- Milka (2012)
- Bi Falım (2012)
- Vodafone (2013)
- Doritos (2013)
- Pepsi (2014)
- Ford (2015)
- Bellona (2015)
- Penti (2019)

## Discografia

### Singoli
- 2014: Kahramanımsın di Volkan Akmehmet & İnanç Şanver, feat. Özge Gürel – colonna sonora di Cherry Season - La stagione del cuore (Kiraz Mevsimi)
- 2016: Affet (dall'album 12 Kalp)
- 2017: Ateşböceği – colonna sonora di Yıldızlar Şahidim

## Doppiatrici italiane
Nelle versioni in italiano dei suoi film e delle sue serie TV, Özge Gürel è stata doppiata da:
- Gaia Bolognesi[79] in Cherry Season - La stagione del cuore,[80] in Bitter Sweet - Ingredienti d'amore,[81] in Mr. Wrong - Lezioni d'amore,[82] in Dreams and Realities - La forza dei sogni,[83] in Annem[84]
- Chiara Oliviero[85] in Börü - Wolf

## Riconoscimenti
- 57° Altın Portakal Film Festivali
  - 2020: Candidata come Miglior attrice per Kar Kırmızı
- Future Fest Awards
  - 2015: Vincitrice come Miglior attrice esordiente per Cherry Season - La stagione del cuore (Kiraz Mevsimi)
- GMA ADHOA Awards 2019
  - 2020: Vincitrice come Miglior attrice dell'anno per la serie Bitter Sweet - Ingredienti d'amore (Dolunay)
- Latina Turkish Awards
  - 2019: Vincitrice come Miglior attrice non protagonista per Kızım Nerede
- 21° Magazin Gazetecileri Derneği – Premio Lente d'oro (Altın Objektif Ödülleri)
  - 2015: Vincitrice come Miglior attrice in una commedia dell'anno per Cherry Season - La stagione del cuore (Kiraz Mevsimi)
- Pantene Golden Butterfly Awards
  - 2015: Candidata come Miglior coppia con Serkan Çayoğlu per la serie Cherry Season - La stagione del cuore (Kiraz Mevsimi)
  - 2017: Candidata come Miglior coppia in una serie con Can Yaman per la serie Bitter Sweet - Ingredienti d'amore (Dolunay)
  - 2018: Candidata come Migliore attrice in una commedia romantica per Bitter Sweet - Ingredienti d'amore (Dolunay)
  - 2021: Candidata come Miglior attrice in una commedia romantica per Mr. Wrong - Lezioni d'amore (Bay Yanlış)
- Premios Telenovelas España
  - 2020: Vincitrice come Miglior attrice straniera
  - 2020: Vincitrice come Coppia più appassionata con Can Yaman per la serie Bitter Sweet - Ingredienti d'amore (Dolunay)
  - 2020: Vincitrice come Ragazza dei sogni
  - 2021: Vincitrice come Miglior attrice straniera per la serie Bitter Sweet - Ingredienti d'amore (Dolunay)
  - 2021: Vincitrice come Coppia più appassionata con Can Yaman per la serie Bitter Sweet - Ingredienti d'amore (Dolunay)
- Premios Nova
  - 2022: Vincitrice come Miglior coppia con Can Yaman per la serie Mr. Wrong - Lezioni d'amore (Bay Yanlış)
- PRODU Awards
  - 2020: Candidata come Miglior attrice in una serie straniera per Mr. Wrong - Lezioni d'amore (Bay Yanlış)
- ReelHeART International Film Festival
  - 2017: Vincitrice come Miglior cast condiviso con i colleghi per Organik Ask Hikayeleri
- Seoul International Drama Award
  - 2015: Candidata come Miglior attrice per la serie Cherry Season - La stagione del cuore (Kiraz Mevsimi)
- Turkey Youth Awards
  - 2016: Candidata come Miglior attrice in una serie televisiva per Yildizlar Sahidim
  - 2017: Candidata come Miglior attrice in una serie televisiva per Cherry Season - La stagione del cuore (Kiraz Mevsimi)
- 1° YBU Media Awards
  - 2016: Candidata come Miglior attrice in una serie televisiva per Cherry Season - La stagione del cuore (Kiraz Mevsimi)
- Yeditepe University 3rd Wish Awards
  - 2015: Vincitrice come Migliore attrice dell'anno per la serie Cherry Season - La stagione del cuore (Kiraz Mevsimi)